# Pjatkiwka
Pjatkiwka (ukr. П'ятківка) – wieś na Ukrainie, w obwodzie winnickim, w rejonie hajsyńskim, w hromadzie Berszad´, nad Dochną. W 2022 roku liczyła 1123 mieszkańców.